# منصوره الخیط
منصوره الخیط (به عربی: منصورة الحیط) روستایی فلسطینی، واقع در ۱۱٬۵ کیلومتری شرق صفد بود، ۱ کیلومتری غرب رود اردن.